# Michael Hagner

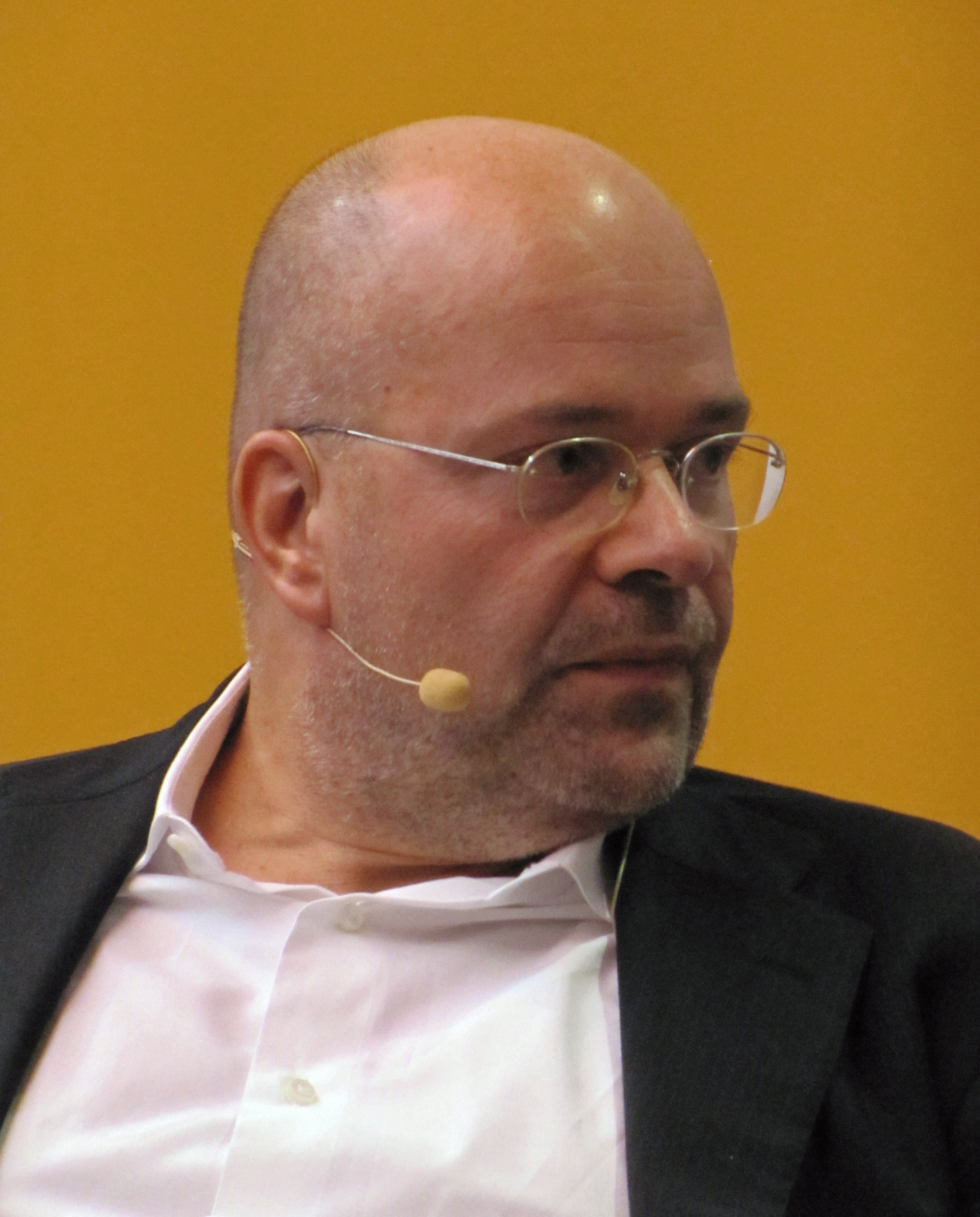
Michael Hagner 2012 in Frankfurt am Main

Michael Hagner (* 29. Januar 1960 in Bochum) ist ein deutscher Mediziner und Wissenschaftshistoriker.

## Leben
Nach dem Abitur 1978 am Leibniz-Gymnasium in Dortmund studierte Hagner zunächst Philosophie an der Ruhr-Universität Bochum und dann von 1980 bis 1986 Medizin und Philosophie an der Freien Universität Berlin. Hagner war nach Stationen in London, Lübeck und Göttingen am Max-Planck-Institut für Wissenschaftsgeschichte (MPIWG) in Berlin tätig.  Nach Gastprofessuren in Salzburg, Tel Aviv und Frankfurt am Main und am Collegium Helveticum der ETH Zürich ist er seit 2003 ordentlicher Professor für Wissenschaftsforschung an der Eidgenössischen Technischen Hochschule Zürich (ETH Zürich).
Michael Hagner war Mitbegründer und Mitglied des Zentrums Geschichte des Wissens. Bekannt wurde er durch seine Arbeiten zur Geschichte der Hirnforschung. Er gehört zu den Unterstützern der Charta der Digitalen Grundrechte der Europäischen Union, die Ende November 2016 veröffentlicht wurde.
Seine Sachbücher Geniale Gehirne (2005) zur Geschichte der Hirnforschung sowie Foucaults Pendel und wir (2021) über das Foucaultsche Pendel wurden jeweils für den Preis der Leipziger Buchmesse (Kategorie: Sachbuch/Essayistik) nominiert.

## Ehrungen und Auszeichnungen
- Heisenberg-Stipendium der Deutschen Forschungsgemeinschaft (DFG) (1995)
- Akademiepreis der Berlin-Brandenburgischen Akademie der Wissenschaften (2000)
- Sigmund-Freud-Preis für wissenschaftliche Prosa der Darmstädter Deutschen Akademie für Sprache und Dichtung (2008)
- Korrespondierendes Mitglied der Akademie der Wissenschaften zu Göttingen (2008)
- Mitglied der Deutschen Akademie der Naturforscher Leopoldina (2010)
- Ordentliches Mitglied der Deutschen Akademie für Sprache und Dichtung
- Wissenschaftspreis der Aby-Warburg-Stiftung (2014)
- Martin-Warnke-Medaille (2014)

## Schriften (Auswahl)
Als Autor
- Zur Geschichte vom Licht im Auge und der Physiologie des Druckphosphens im Verhältnis zu den jeweils zeitgenössischen Sehtheorien. Dissertation FU Berlin 1987.
- Homo cerebralis. Der Wandel vom Seelenorgan zum Gehirn. Insel, Frankfurt 2000, ISBN 3-458-34364-4.
- Geniale Gehirne. Zur Geschichte der Elitegehirnforschung. Wallstein, Göttingen 2004, ISBN 3-89244-649-0.
- Der Geist bei der Arbeit. Historische Untersuchungen zur Hirnforschung. Wallstein, Göttingen 2006, ISBN 3-8353-0064-4.
- Der Hauslehrer. Die Geschichte eines Kriminalfalls. Erziehung, Sexualität und Medien um 1900. Suhrkamp, Berlin 2010, ISBN 978-3-518-42204-5.
- Buchkritik als Kulturkritik. Jacob Burckhardt-Gespräche auf Castelen, Basel 2014, ISBN 978-3-7965-3315-0.
- Zur Sache des Buches. Wallstein, Göttingen 2015, ISBN 3-8353-1547-1.
- Wider den Populismus. Paul Feyerabends dadaistische Erkenntnistheorie. In: Zeithistorische Forschungen 14 (2017), S. 369–375.
- Die Lust am Buch. Insel Verlag, Berlin 2019, ISBN 978-3-458-19464-4.
- Zur moralischen Ökonomie des Buches. Paul-Raabe-Vorlesung IV, Weimar 2019.
- Foucaults Pendel und wir. Anlässlich einer Installation von Gerhard Richter. Verlag der Buchhandlung Walther König, Köln 2021, ISBN 978-3-96098-349-1.

Als Herausgeber
- Der falsche Körper. Beiträge zu einer Geschichte der Monstrositäten. Wallstein, Göttingen 1995, ISBN 3-89244-073-5.
- Ecce cortex. Beiträge zur Geschichte des modernen Gehirns. Wallstein, Göttingen 1999, ISBN 3-89244-360-2.
- Ansichten der Wissenschaftsgeschichte. Fischer, Frankfurt 2001, ISBN 3-596-15261-5.
- mit Anke te Heesen und Candida Höfer: Berlin Wilhelmstrasse 44. König, Köln 2003, ISBN 3-88375-656-3.
- Einstein on the Beach. Der Physiker als Phänomen. Fischer, Frankfurt 2005, ISBN 3-596-16515-6.
- mit Manfred D. Laubichler: Der Hochsitz des Wissens. Das Allgemeine als wissenschaftlicher Wert. Diaphanes, Zürich/Berlin 2006, ISBN 3-935300-79-4.
- mit Erich Hörl: Die Transformation des Humanen. Beiträge zur Kulturgeschichte der Kybernetik. Suhrkamp, Frankfurt 2007, ISBN 978-3-518-29448-2.
- Wissenschaft und Demokratie. Suhrkamp, Berlin 2012, ISBN 978-3-518-26047-0.
- seit 2005 Mitherausgeber von Nach Feierabend. Zürcher Jahrbuch für Wissensgeschichte. Diaphanes, Zürich/Berlin
- Paul Feyerabend: Historische Wurzeln moderner Probleme. Vorlesung an der ETH Zürich 1985. Herausgegeben von M. H. und Michael Hampe unter Mitarbeit von Hannah Kressig und Anna Morawietz. Suhrkamp, Berlin 2023, ISBN 978-3-518-58805-5.